# Rangdžung Dordže
Rangdžung Dordže (1284 - 1339) byl tibetský mnich, 3. karmapa školy Karma Kagjü, který napsal jedny z nejdůležitějších textů své školy a provedl syntézu učení mahámudry a dzoghčenu.
Rangdžung Dordže se narodil v Dingri Langkoru v jižním Tibetu. Podle tradice si ve třech letech vyrobil černou čapku (která se později stala symbolem linie) a prohlásil se za karmapu a inkarnaci předešlého karmapy Karma Pakšiho. Za další dva roky se setkal s lamou Dubthobem Orgjenpou, který jej rozpoznal jako inkarnaci Karma pakšiho, druhého karmapy, předal mu skutečnou černou korunu, veškerý majetek druhého karmapy a hlavně všechna učení Kagjü. Rangdžung Dordže se s tím ale nespokojil a vyhledal mistry všech buddhistických tradic té doby. Mezi jinými studoval u Trophu Kundana Šeraba nebo Ňenre Genduna Burna. Díky tomu získal velký věhlas a mnoho žáků. Jako praktický člověk nechával stavět mosty i meditační centra, čímž přinášel užitek svým krajanům v každodenním i duchovním životě. Jelikož se narodil v rodině hlásící se k učení Ňingmapy, obdržel navíc i toto učení.
Za svůj život napsal Rangdžung Dordže mnoho pojednání a komentářů. Jedním z nejznámějších děl je Přání pro dosažení Velké pečeti, nejvyšší význam, který je ve škole Karma Kagjü používán dodnes. Jeden z jeho nejvýznamnějších žáků, Khädub Dagpa Senge, se stal 1. šamarpou poté, co obdržel od svého učitele červenou korunu a titul šamarpy, což je dodnes druhá nejstarší linií reinkarnovaných tibetských tulku.